# Willowsia platani
Willowsia platani is een springstaartensoort uit de familie van de Entomobryidae. De wetenschappelijke naam van de soort is voor het eerst geldig gepubliceerd in 1842 door Nicolet.